# Anežka z Montepulciana
Svatá Anežka z Montepulciana, O.P. (28. ledna 1268 Gracciano – 20. dubna 1317 Montepulciano) byla italská řeholnice řádu dominikánů a abatyše.

## Životopis
Narodila se 28. ledna 1268 v italském Gracciano Vecchio do šlechtické rodiny Segni. V devíti letech se rozhodla vstoupit k františkánským sestrám, které měli klášter v jejím rodném městě. Přes její velmi mladý věk získala papežské povolení ke vstupu.
Roku 1281 pozval pán hradu v Procenu několik sester z Montepulciana, aby založily v Procenu klášter. Anežka byla jednou ze sester, která odešla do Procena, kde se v založeném klášteře stala kvestorkou. Roku 1288 byla ve dvaceti letech zvolena abatyší kláštera. V tu dobu byla známá její velká oddanost a úcta k Nejsvětější Svátosti. Za svůj život získala pověst, že dokáže konat zázraky. Léčila svou přítomností fyzicky i psychicky nemocné lidi, rozmnožovala chleba aj. Sama byla těžce nemocná. Roku 1306 byla znovu zvolena hlavou kláštera. Po svém zvolení pokračovala ve výstavbě kostela Santa Maria Novella, na úctu k Panně Marii. Byla známa svými mystickými vizemi. Podle vyprávění měla vizi se svatým Dominikem, který jí zavedl k tomu, aby svůj klášter vedla v dominikánském duchu a to podle řehole svatého Augustina. Roku 1316 jí lékař kvůli její nemoci doporučil léčení v termálních pramenech, ty jí však nepomohly a její zdraví se zhoršilo natolik, že jí musely převést na nosítkách. Zemřela ve věku 49 let.

## Úcta a svatořečení
Několik let po její smrti bylo zjištěno, že je její tělo zcela neporušené. Její hrob se stal poutním místem.
Blahoslavený Rajmund z Capuy sepsal její životopis. O jejím těle napsal, že vypadá jako zcela živé. Svatá Kateřina Sienská, která byla též dominikánkou jí nazvala jako "Naše matka, vznešená Anežka".
Svatořečena byla 10. prosince 1726 papežem Benediktem XIII.